# クリーキング
クリーキングは、カヌー、カヤックなどを使って岩や落ち込みの多い急流を下る行為。特に狭く急な川（クリーク）が好まれ増水時しか下降できないことが多い。
ボリュームが大きく浮力の大きい専用艇を使うことが多い。危険度が高く、万全のバックアップ体制を取って行うことが望ましい。
なお通常コマーシャルラフティングなどが行われる場所はクリーキングの範疇に入らない。